# 连载小说
连载小说是小说写作和出版的一种形式。具體指的是一篇小说（通常是篇幅较长的叙事体小说）分为多個部分（其中有章、节、回、集等）并接连在报纸、杂志、期刊或网站上发表。图书馆信息学中，则更广泛地定义连载小说为任何“将不同的部分定期或不定期地以相同名字在任何媒体上发表的尚未结尾的故事性素材”。

## 历史
按照较为广泛的定义，连载小说的起源可以追溯到阿拉伯文学中著名的《一千零一夜》。《一千零一夜》是由一系列的连续小说组成的。該小说的总体架构是雪赫拉莎德每夜为撒桑王国的国王山努亚讲故事，让国王想听下去而不杀她。每夜的故事都是独立的，但在每个故事的末尾，雪赫拉莎德总为下一个故事埋下伏笔，使得国王想在下一个夜晚继续听下去。其中很多故事是分不止一个夜晚讲完的，比如《三个苹果》讲了5个晚上，《辛巴达的故事》讲了30个晚上，而《阿拉丁神灯》则讲了78个晚上。
而真正意义上的连载小说则出现在17世纪的欧洲。随着活字印刷的普及，以及出版业的兴盛，阅读休闲小说和浪漫小说的风气开始在贵族之间流行。最早的连载小说有法国作家于尔菲（Honoré d'Urfé）的长篇小说《阿斯特蕾》。全书分为5个部分，先后在1607年、1610年、1617年、1627年和1628年出版。稍后马德莱娜·德·斯居代里夫人的《阿塔梅纳，或居鲁士大帝》长达10卷，超过15000页。
英语文学中，连载小说的出现不晚于十七世纪七十年代，而到1750年时，英语的连载小说已经有几百部，而单本的发行量有时可达两千本以上。这些连载小说有原创的，也有的是重载已经发表过的小说。连载小说是分批出版的，因此可以减轻出版人和读者的经济压力。读者购买每一章的花费要小于购买全本小说的费用，而出版人从已出版的章节获得的收入，也可以用作支持出版以后章节的费用。这些小说也被称为“编号小说”或“杂志小说”。

## 十九世纪
在英国，小说在维多利亚时代开始大量涌现，成为了当时英语文学的主流。而随着当时出版业、报业的发达，这些小说的很大一部分都是以每周一载或每月一载的方式出版的。英国杂志在十八世纪下半叶开始兴盛，其中大众杂志在1790年已有30余种。最出名的有《乡镇杂志》（1769-1796年）和《女士杂志》（1770-1837年）。这些杂志的内容大多是靠着言情类的连载小说来赚取销量，最多时一份杂志的月订阅量可以达到10000份。
而这其中最为成功的要数查尔斯·狄更斯的《匹克威克外传》。《匹克威克外传》讲述的是老绅士匹克威克与他的俱乐部中的另外三位成员走出伦敦，在英格兰乡镇间漫游的所见所闻。由于小说以遊记为主线，每一章节基本都叙述匹克威克在一地所见或遇到的某一事件，因此内容十分适合分期连载出版。《匹克威克外传》的成功将连载出版的风潮带向了一个新的高峰。维多利亚时代的许多优秀的作家都以连载的方式发表他们的小说。这一时期的小说的取材和风格也更贴近中产阶级的趣味，以反映社会现实和平民生活为主。
美国的杂志初时以刊登英国作家的连载小说为主，但很快也积累出本土的作家群体。《哈泼斯杂志》、《大西洋月刊》等注重本土创作的杂志开始出现。为杂志写作连载可以使作家有一份稳定的收入，而杂志社也能因此保持稳定的销量。十九世纪后期最优秀的作家都是先将作品在杂志上连载发表，写完后再单独发行。如《斯克里布纳月刊》在1878年所记载的，“只有二流乃至于三流的小说家，才会因为找不到连载的杂志而选择直接出版完本的小说，最好的小说家总是首先在杂志里展露才华。”十九世纪后期最好的小说家如斯托夫人、亨利·詹姆斯、吉卜林和赫尔曼·梅尔维尔等都是连载小说作家。对于作家来说，在杂志上连载小说可以拥有更广泛的读者群，从而使他们正式出版的作品也更为畅销。
美国十九世纪的连载小说中，最著名的有斯托夫人的《汤姆叔叔的小屋》。这本书自1851年6月5日起在当时的一本废奴主义杂志《民族时代》上发表，连载了四十周。
连载的发表形式也对小说本身的内容产生了影响。作家为了顾及连载发表的时间和数量，常常将故事的起承转合与回目的分隔相联系，甚至发展出了连载体的体裁。乔治·杜·莫里耶的一篇小说就没有章节，而是以分成等长的十回，让杂志可以每期刊登一回。
在欧洲，连载小说同样盛行。法国的福楼拜所著之《包法利夫人》就是从1856年起在《巴黎月刊》连载。在俄国，列夫·托尔斯泰的《安娜·卡列尼娜》也是从1875年1月開始連載於《俄罗斯通信》。1879年起《俄罗斯通信》还连载了陀思妥耶夫斯基的《卡拉馬佐夫兄弟》。
中国的连载小说始于十九世纪晚期。一方面鸦片战争后清朝被迫开放通商口岸，欧美的传教士、商人进入中国，另一方面洋务运动激起了学习西方的潮流，在此影响下，中国开始出现了最早期的报纸和杂志。与欧美一样，机器印刷工业的发达和大众传媒的出现，导致了十九世纪末期中国报刊业的快速繁荣。其中对连载小说的出现影响最大的是文学杂志与报纸中的文艺副刊。1892年韩子云为了发表自己的小说《海上花列传》，创立《海上奇书》文学期刊，分期连载，是最早的连载小说的杂志。而同时的《申报》也已经在文学副刊中刊登诗词文章。

## 二十世纪
进入20世纪后，由于广播和电视媒体的蓬勃发展，欧美的报纸杂志逐渐由供人休闲消遣的媒介，转变为报道时事和评论的平台。同时，随着新的文学思潮的诞生，作家们也开始寻求摆脱连载对于小说自身内容和形式的拘束。相应的，以连载形式发表小说的热潮也逐渐降低。然而，依然有许多著名的小说是由连载发表的，比如柯南·道尔的《福尔摩斯探案集》，海明威的《永别了，武器》，詹姆斯·乔伊斯的《尤利西斯》等等。
20世纪初期的中国则仍处在连载小说的热潮中。作家文学家以办报办杂志的方式来宣传自己的文学、艺术或政治思想。如19世纪的欧美一样，新生的报纸杂志使得小说能够快速拥有大量而广泛的读者群。所谓的晚清四大谴责小说就都是以连载形式发表的。李伯元的《官场现形记》连载于《繁华报》、刘鹗的《老残游记》连载于《绣像小说》、曾朴的《孽海花》连载于《小说林》、吴趼人的《二十年目睹之怪现状》则连载于《小说丛报》。中国的连载小说与明清章回小说形式暗合，因此继承了章回小说中的各种题材：言情、讽喻、侦探、武侠，又融合了西方文学的特色。其中最为流行的要数“鸳鸯蝴蝶派”和黑幕小说。“鸳派”代表作品有张恨水的《啼笑姻缘》，徐枕亚的《玉梨魂》，吴双热的《孽冤镜》，李定夷的《玉怨》等，而黑幕小说则以《官场现形记》、《二十年目睹之怪现状》等为代表。
“五四”运动后，左翼作家的连载小说则注重于探讨现实社会的问题，并产生了报告文学的连载小说，如瞿秋白的《俄乡记程》、冰心的《寄小读者》、范长江的《中国的西北角》。
1950年代，香港爆发了武侠小说的热潮。被誉为文坛三剑客的梁羽生、金庸和百剑堂主在报纸上连载的新派武侠小说在香港引起巨大轰动。而之后金庸、古龙的武侠小说连载更是长盛不衰。而六十年代除了武侠小说外，台湾琼瑶的连载言情小说亦是风靡华人社会。
1980年代后，随着文化大革命结束，中国大陆的报纸与杂志逐渐重拾连载小说的方式。其中以报告文学、自传与现实小说为主。

## 互联网时代与连载小说
互联网普及之后，基于网络的连载小说开始兴起。连载小说由于适应互联网的快速传播特性与现代的快餐文化而成为网络文学的基本模式。成功的网络连载小说包括痞子蔡的《第一次的亲密接触》（后被改编为电影和游戏）、黄易的《寻秦记》（后被改编为电视连续剧）、萧鼎的《诛仙》（被多次改编为大型网络游戏）等等。